# 星波
星波（せな、1995年9月1日 - ）は、日本のタレント・アイドル・女優である。神奈川県出身。2024年12月末までジュネス所属。現在はフリーランスで活動。

## 人物・エピソード
- イケメン女子グループ THE HOOPERS(ザ・フーパーズ)の元メンバーであり、ロック系男装アイドル ael-アエル- の元メンバー。イメージカラーは黄色で、MCとアクロバットを担当していた。
- 4歳から9年間、器械体操を習っていた。他にバレーボールもやっていた。
- 三姉妹の三女。
- 散歩と釣りが好き。
- 好きな色は青・黒・黄色。
- 体を動かすのが好き。
- しゃぶしゃぶが大好物。自身のコラボパーカーに「SHABU_SHABU」の文字をデザインに入れるほど好きで、しゃぶしゃぶに関わる仕事をすることが目標の一つ。
- トマト、梅干しも好物。
- アニメ、漫画が好き。特に「黒執事」が大好きで、シエル・ファントムハイヴを最も推している。
- 会えない日でも1日1回はファンとコミュニケーションを取りたいという想いから毎日かかさず寝る前に自身のX(旧Twitter)で「ぐっナイ」とポストしている。
- ファンの総称は『#流星波群(リュウセナグン)』。

## 来歴
2011年
- 7月、「シークレットガールズ」のメンバーとして活動開始。

2013年 - 2014年
- 2013年秋 - 2014年冬にかけて風男塾弟分オーディションが開催され約5000人の中から合格する。

- 2014年5月2日、インターネットテレビ『イケスタ』において初お披露目され、THE HOOPERSのメンバー、星波として活動することが発表された。

2018年
- 7月12日、舞台のスケジュールの都合上、「ザ・フーパーズ TOUR FANTASIA 2018 −夢のトビラ−」以降の9月上旬までザ・フーパーズでのイベント等の出演を休む事が公式サイトにて発表された。
- 9月18日、7月から舞台に出演するためザ・フーパーズの活動を休止していたが、豊洲PITで行われた「JOL*fes」で約2ヶ月半ぶりに復帰した。

2019年
- 1月25日、神田明神ホールにおいて、ザ・フーパーズラストライブ『FINAL FANTASIA〜愛の全部、For You!』が行われ、ザ・フーパーズとしての活動は終了となった[2]。

- 3月1日、芸能界唯一無二の男装アイドルプロジェクト「dreamBoat」が発足され、新ユニット『ael-アエル-』の祈夜星波として活動することが発表された。

2020年
- 2月11日、渋谷ストリームホールで行われたael-アエル-ワンマンライブ「花園千知/祈夜星波/奏未来卒業公演」をもってael-アエル-を卒業した。
- 3月1日、自身のTwitterにて 2月29日付でケイダッシュステージを退社したことを報告した。
- 9月5日、LOFT9 Shibuya で行われた自身の生誕ソロライブでジュネスへの所属、およびオフィシャルサイト、ファンクラブ『#流星波群(リュウセナグン)』の開設を発表した。

2024年
- 12月1日、2025年1月31日をもって現ファンクラブ『#流星波群』のサービス終了、2025年2月28日をもって現オフィシャルサイトのサービス終了が発表された。
- 12月31日、自身のSNSにて12月31日付で契約期間満了のため株式会社ジュネスを円満退所したことを報告した。

2025年
- 2月2日、自身のソロイベントにて新オフィシャルサイト、新ファンクラブ『Sena's Factory～流星波群～』の名称が発表され、ソロイベント終了後にプレオープンした。
- 2月14日、新オフィシャルサイト、新ファンクラブ『Sena's Factory～流星波群～』が正式オープン。

## ライブ・イベント

### ソロライブ/ソロイベント
| 開催日         | 公演・イベント名                                           | 会場                            | 公演数 | 備考 |
| -------------- | ---------------------------------------------------------- | ------------------------------- | ------ | --- |
| 2019年9月8日   | 集まれ！sm all star! 〜流星波群〜                          | 代官山LOOP                      | 1回    | サプライズゲスト:佐藤琴菜 |
| 2020年2月23日  | 集まれ！sm all star! 流星波群 〜Next planet〜              | 東京カルチャーカルチャー        | 1回    | |
| 2020年9月5日   | 集まれ！”流星波群” 〜Sena 25th Birthday Anniversary Live〜 | LOFT9 Shibuya                   | 1回    | SPWNで生配信 サプライズゲスト:津野美里 |
| 2021年3月20日  | 集まれ！流星波群〜6日おくれのホワイトデー〜                | 東京カルチャーカルチャー        | 2回    | SPWNで生配信 |
| 2021年9月5日   | 集まれ！＃流星波群 SENA 26th Birthday Anniversary Live☆    | 東京カルチャーカルチャー        | 2回    | SPWNで生配信 1部：〜星波初のオリジナル楽曲をプレゼント for you!〜 2部：〜一緒に歌おうハッピーバースデー（心の中で唱えてね♡）〜、サプライズゲスト：柏原収史 |
| 2022年5月14日  | 集まれ！#流星波群リクエストライブ                          | eplus LIVING ROOM CAFE & DINING | 2回    | Streaming+で生配信 1部：〜little star〜 2部：〜BIG WAVE〜                                                                                                  |
| 2023年6月4日   | Welcome to #流星波群！                                     | 原宿ストロボカフェ              | 2回    | 初のFC限定イベント |
| 2023年12月23日 | 星波と行く 星なるChristmasイヴイヴ日帰りバスツアー         | 群馬県・伊香保方面              | 日帰り | 初のファンツアー こけし絵付け体験、BBQなど |
| 2024年9月1日   | 星波 SPECIAL EVENT『生誕祭』＆『10th Anniversary』         | 市ヶ谷 某所                     | 2回    | 1部：BIRTHDAY EVENT『星波生誕祭～1UP～』 2部：星波活動10周年EVENT『10th Anniversary ～これからも～』 ゲスト：津野美里、HARUKI                              |
| 2025年2月2日   | 星波 ～TALK＆MUSIC LIVE～                                  | 359_ACE.LOUNGE.四谷1st          | 2回    | 1部：星波 TALK LIVE 2部：星波 MUSIC LIVE MC：伊藤祐奈 |
| 2025年5月18日  | ～星波FAN meeting＆星波食堂～                              | 六本木 某所                     | 3回    | 新FCとしては初のFC限定イベント 1部：星波FAN meeting 2部：星波食堂(2回に分けて開催)                                                                         |
| 2025年9月7日   | 星波 30th Birthday LIVE & 星波 30th アフタートーク         | 原宿ストロボカフェ              | 2回    | 1部：Birthday LIVE 2部：アフタートーク ゲスト＆ピアノ：秋田知里(仮面ライダーGIRLS)                                                                         |

### イベント
2018年
- 11月2日『ジャポニスム2018』会場：パリ日本文化会館

『"Pretty Guardian Sailor Moon" The Super Live』パリ公演出演のセーラー5戦士出演のフォトセッションが行われた。
2019年
- 4月24日• 25日「広島東洋カープ対中日ドラゴンズ」場所：MAZDA Zoom-Zoom スタジアム広島

セーラームーン（『"Pretty Guardian Sailor Moon" The Super Live』）5戦士の一員として試合前にパフォーマンスと始球式を行った。
- 8月22日「ミュージカル『悪ノ娘』上映会&キャストトークイベント」会場：秋葉原UDXシアター
- 9月22日「舞台『アオアシ』8K上映会」会場：秋葉原UDXシアター
- 10月20日「集まれ！sm all star!〜流星波群〜」振替チェキ会　会場：ユナイテッドホール
- 10月20日「後藤紗亜弥 芸能20周年記念 スペシャルバースデーイベント」会場：北参道ストロボカフェ
- 11月25日「舞台『アオアシ』DVD完売直前記念 上映会&キャストトークイベント」会場：秋葉原UDXシアター

2020年
- 1月20日「夏向＆Leeの「カナタリ」Vol.3」会場:ソフマップAKIBA④号店アミューズメント館8F（ゲスト出演）
- 12月26日 「MM fes vol.1」会場：渋谷RUIDO K2、TSUTAYA O-Crest (2公演)

錦織めぐみが主催するフェス
2021年
- 6月27日 五反田タイガー8th Stage『Refrain～でも、バイバイ!～』 アフターイベント 会場：SoyLatte STUDIO（2部制／ゲスト出演）
- 8月15日「五反田タイガー 38thイベント 〜暑さを忘れて楽しもう！タイガー納涼祭♡〜」会場：SoyLatte STUDIO (2部制／ゲスト出演)
- 9月18日 - 19日 talkport会
- 9月24日 #ペンタプリズム主催「なの.com & 玲亜 生誕祭2021」会場：神田明神ホール

#### 2022年
- 6月6日 「未来生誕祭2022」会場：エンタメ横丁（シークレットゲスト）
- 6月25日 - 26日 talkport会
- 11月13日「五反田タイガー 49thイベント 五反田タイガーの事を一番愛しているのは誰だ！？五反田タイガーマスター決定戦！♡」会場：SoyLatte STUDIO (2部制／ゲスト出演)
- 12月17日 talkport会

2023年
- 2月27日 「映画「罪人」試写会&サイン会イベント」 会場：東京カルチャーカルチャー
- 4月16日 「映画『ウルフハンターが行く！人狼 三国志編』完成記念イベント」 会場：東京証券会館ホール (3部制)
- 5月16日 舞台「女王幻想花劇」アフタートークイベント～Talk&Sign Session～ 会場：東京カルチャーカルチャー
- 5月17日 舞台「女王幻想花劇」アフタートークイベント～MusicLive&Sign Session～ 会場：東京カルチャーカルチャー
- 7月9日 「映画『ウルフハンターが行く！人狼 三国志編』公開記念舞台挨拶」 会場：池袋HUMAXシネマズ (2回)
- 9月20日 舞台「女王幻想花劇」上映会&トークショー 会場：東京カルチャーカルチャー
- 10月2日 - 3日 talkport会

2024年
- 1月31日 「秋田知里 30th Birthdayイベント ～チサート王国の戴冠式～」 会場：グレースバリ新宿本店6Fルフール (ゲスト出演)
- 2月17日 「甲斐千尋 BIRTHDAY EVENT 2024」 会場：大塚ドリームシアター (ゲスト出演)
- 2月18日 「朝倉ふゆな誕生日イベント『Magnolia』」 会場：Naked Loft Yokohama (ゲスト出演)
- 3月17日 talkport会
- 10月19日 talkport会

2025年
- 2月24日 星波 × KINGLYMASK 1日店長イベント 会場： KINGLYMASK原宿本店
- 3月23日 「五反田タイガー16th Stage「BORDER〜罪の道〜」アフタートーク&チェキ会イベント♡」会場：SoyLatte STUDIO BASE(2部制／ゲスト出演)
- 5月29日 舞台「イリス・ノワール -魔鏡のクリス-」 アフタートークイベント　会場：東京カルチャーカルチャー

## 出演
- THE HOOPERS・ael-アエル-としての出演は各ページを参照

### テレビ
- テレビ朝日『お願い!モーニング』（2015年3月12日）
- フジテレビ『TOKYO IDOL TV』（2015年11月19日、12月3日）
- オトナヘノベル【2次元が好きすぎて！】（2017年1月19日、NHK Eテレ）
- ウソでしょ!? ヒストリー 「今」から「昔」がわかる偉人伝 （2017年12月13日、テレビ東京他） - 森蘭丸 役

### テレビドラマ
- NHKデジタル放送キャンペーンドラマ『いちごとせんべい』（2010年6月13日、NHK BS-hi / 2010年7月4日、NHK） - 女子中学生 /「ささき」の客 役（三橋奈波名義）
- HUNTER〜その女たち、賞金稼ぎ〜 第7話（2011年11月22日、関西テレビ） - 梨沙の級友 役（三橋奈波名義）
- GTO（2012年7月3日 - 9月11日、関西テレビ・フジテレビ系） - 中島エリカ 役[3] [4]（三橋奈波名義）
  - 秋も鬼暴れスペシャル（2012年10月2日）[5]
  - 正月スペシャル!冬休みも熱血授業だ（2013年1月2日）[6]
  - 完結編〜さらば鬼塚!卒業スペシャル（2013年4月2日）[7]
- ナンバーワン戦隊ゴジュウジャー 第11話・第12話（2025年5月4日・11日、テレビ朝日） - 瑠菜 役[8][9]

### 配信ドラマ
- シークレットガールズ（フジテレビ見参楽) - 山本麻子(YAH) 役（三橋奈波名義）
  - Season1（2011年7月 - 2012年4月)
  - Season2（2012年7月 - 2013年4月)
- YouTube背神ドラマ『ネット怪談×百物語』- あきちゃ 役
  - シーズン1 第1話 - 10話（2020年6月13日 - 8月15日、YouTube）
  - シーズンファイナル 第91話 - 100話（2021年9月4日 - 10月16日、YouTube）

- VRドラマ『長女笑って次女叫び、三女はソファで丸くなる』 - みお 役
  - ＃1「枠津三姉妹でございます」（2021年5月21日、DMM TV）
  - ＃2「無くして得るもの」（2021年7月16日、DMM TV）
  - ＃3「へるぷ・みー」（2021年11月19日、DMM TV）
  - ＃4「休めない休日」（2022年3月19日、DMM TV）

VRドラマメーカー『Cinematech』の新シリーズ

### ラジオ
- 渋谷クロスFM「おもてなしぶるーす♩」（2020年10月13日）ゲスト
- ＦＭコザ『楽屋deトーク』甲斐千尋の「かいちーと夜ふかしでぃ！」（2020年12月25日）ゲスト
- ラジオ日本『高柳明音の生まれてこの方』（2022年5月7日）ゲスト

### 映画
- スープ〜生まれ変わりの物語〜（2012年7月7日、東京テアトル） - 牧野玲子 役（三橋奈波名義）
- 絶叫学級（2013年6月14日、東宝映像事業部） - 女子生徒 役（三橋奈波名義）
- 罪人 （2023年、映画「罪人」制作委員会） - 青木ハル 役
- ウルフハンターが行く！人狼 三国志編（2023年7月7日、2023「ウルフハンターが行く!3」） - 桂蘭 役

### 舞台
- 舞台『テイルズ オブ ザ ステージ　–最後の預言（ラストスコア）– LIVE & THEATER at 横浜アリーナ（テイルズ オブ フェスティバル 2017）』（2017年6月2日、横浜アリーナ） - ティア・グランツ 役
- 舞台『テイルズ オブ ザ ステージ　–最後の預言（ラストスコア）』（2017年8月30日・31日、メルパルクホール大阪 / 2017年9月5日・6日、中野サンプラザ） - ティア・グランツ 役
- 舞台『テイルズ オブ ザ ステージ　-ローレライの力を継ぐ者- LIVE&THEATHER』（2018年6月15日、横浜アリーナ ） - ティア・グランツ 役
- 舞台『テイルズ オブ ザ ステージ -ローレライの力を継ぐ者- EMOTIONAL ACT』（2018年8月22日 - 26日、Zepp DiverCity / 2018年9月8日・9日、Zepp Namba） - ティア・グランツ 役
- 美少女戦士セーラームーン パフォーマンスショー『"Pretty Guardian Sailor Moon" The Super Live』（2018年8月31日 - 9月9日、AiiA 2.5 Theater Tokyo / 2018年11月3日 - 4日、パレ・デ・コングレ・ド・パリ 大劇場） - セーラーヴィーナス／愛野美奈子 役
- ミュージカル『悪ノ娘』（2019年4月6日 - 14日、あうるすぽっと） - アレン 役　※田中れいなとW主演
- Reading♥Stage『百合と薔薇』(2019年6月9日、品川プリンスホテル クラブex） - 柴崎アキラ 役[注 1]
- 舞台『アオアシ』（2019年7月11日 - 7月15日、シアター1010） - 一条花 役
- エアトリ presents 毎日がクリスマス2019『yucat PARALLEL LIVE vol.16 〜クリスマスDark Fantasy〜』（2019年12月15日、横浜赤レンガ倉庫1号館 3階ホール） - Mr.Perfect Pain 役（祈夜星波名義）
- 五反田タイガー 7th Stage 『WORKER ANTS と 働かないアリ』（2020年3月18日 - 3月22日、CBGKシブゲキ!!） - サリュー 役
- 舞台『炎炎ノ消防隊』（2020年7月31日 - 8月2日、梅田芸術劇場シアター・ドラマシティ / 2020年8月6日 - 8月9日、KT Zepp Yokohama） - 茉希尾瀬 役
- 五反田タイガー 8th Stage 『Refrain 〜でも、バイバイ！〜』（2020年9月30日 - 10月4日、草月ホール） - 黒服の女(鈴木玲子) 役
- 『酔狂落語』（2020年11月3日、武蔵野芸能劇場 小劇場）
- 宮崎理奈プロデュース公演2020『MIX！こんなベタなことが私におこるなんて』（2020年11月18日 - 11月23日、CBGKシブゲキ!!） - ミツキ 役
- 舞台『サイコーのパス』（2020年12月16日 - 12月20日、ザ・ポケット） - メグミ（ひろこ、マリー、アミーダ） 役
- 舞台『勇者セイヤンの物語～ノストラダム男の大予言～』（2021年1月29日 - 1月31日、COOL JAPAN PARK OSAKA TTホール）- スラウィム・ボーグ 役  ※緊急事態宣言により大阪公演中止
- シューティング歌劇『ゴシックは魔法乙女 -5悪魔襲来-』（2021年3月3日 - 3月7日、六行会ホール） - ジギタリス 役　※秋田知里とW主演
- 人狼系推理バトル『レジスタンスイレブン～未知なる敵からの卒業～』ガールズ版（2021年3月12日 - 3月16日、R'sアートコート(労音大久保会館)） - せなぞ～ 役
- 『酔狂落語～二〇二一春の陣～』（2021年4月3日 - 4月4日、武蔵野芸能劇場 小劇場）
- Monkey Works Vol.06『明日は捲る』（2021年4月14日 - 4月18日、シアターサンモール） - 大山早苗 役
- 咲年花劇『春よ、強く美しく』（2021年5月12日 - 5月16日、六行会ホール）  - 花村紬 役  ※緊急事態宣言の延長により全公演延期
- 『遠慮ガチナ殺人鬼』（2021年6月9日 - 6月14日、シアターグリーン BIG TREE THEATER） - 望希子 役
- 『東MAXプロデュース FIRE HIP'S 大感謝祭!!～THAT'S バラエティーショー～』（2021年8月7日 - 8月8日、スクエア荏原 ひらつかホール）
- 『さよならの幕明け』（2021年10月6日 - 10月10日、シアターBONBON） - 新井りか 役[注 2]
- 『ライブ・スペクタクル「NARUTO-ナルト-」〜うずまきナルト物語〜』（2021年12月4日 - 12月13日、日本青年館ホール  / 2021年12月25日 - 2022年1月2日、メルパルクホール大阪）- 日向ヒナタ 役 ／ カルイ 役
- 舞台『炎炎ノ消防隊 -破壊ノ華、創造ノ音-』（2022年1月18日 - 1月23日、KT Zepp Yokohama / 2022年1月27日 - 1月30日、サンケイホールブリーゼ） - 茉希尾瀬 役　※大阪全公演中止
- 舞台『アクダマドライブ』（2022年3月10日 - 3月21日、品川プリンスホテル ステラボール / 3月26日 - 3月27日、COOL JAPAN PARK OSAKA WWホール） - 処刑課弟子 役[10]
- 舞台『冤罪執行遊戯ユルキル the stage』（2022年4月23日 - 5月1日、ニッショーホール） - びん子 役
- 舞台『薔薇王の葬列』（2022年6月10日 - 6月19日、日本青年館ホール） - アン 役
- 『yucat PARALLEL 10th Anniversary LIVE〜Welcome to Steam Circus〜』（2022年7月17日、ミューザ川崎シンフォニーホール） - Mr.Perfect Pain 役
- わたなべやしき第５回本公演『ナスとオクラ』（2022年8月5日 - 8月7日、中目黒キンケロ・シアター）
- 『ライブ・スペクタクル「NARUTO-ナルト-」～忍界大戦、開戦～』（2022年9月17日 - 9月25日、天王洲 銀河劇場 / 10月1日 - 10月10日、神戸文化ホール 中ホール / 10月15日 - 10月22日、天王洲 銀河劇場）- 日向ヒナタ 役　※東京全12公演中止
- 人狼系推理バトル『レジスタンスイレブン～集いはハロウィンで～』ガールズ版（2022年10月29日 - 10月30日、コフレリオ新宿シアター） - せなぞ～ 役
- 『“「美少女戦士セーラームーン」30 周年記念 Musical Festival -Chronicle-”』（2022年11月18日、品川プリンスホテル ステラボール ）- セーラーヴィーナス／愛野美奈子 役[注 3]
- 『みんなのコント ～FIRE HIP'S Extra Edition～』（2022年12月3日 - 12月4日、渋谷ユーロライブ）
- 『「進撃の巨人」-the Musical-』（2023年1月7日 - 1月9日、オリックス劇場 / 1月14日 - 1月24日、日本青年館ホール）- サシャ・ブラウス 役
- 舞台『女王幻想花劇』（2023年3月22日 - 3月26日、六行会ホール） - マルガレータ 役　※生田輝とW主演
- 呼華歌劇団 第18回公演『天守物語』（2023年7月27日 - 30日、あうるすぽっと） - 亀姫 役
- 『ライブ・スペクタクル「NARUTO-ナルト-」～忍の生きる道～』（2023年10月8日 - 10月11日、KAAT 神奈川芸術劇場〈ホール〉 / 10月18日 - 10月22日、AiiA 2.5 Theater Kobe / 10月28日 - 11月5日、TOKYO DOME CITY HALL）- 日向ヒナタ 役
- 『女王ステ THE LIVE「女王舞踏会 2023」』（2023年11月30日 - 12月3日、六行会ホール）- マルガレータ 役
- 『TOKYO COL-CUL COMEDY 〜YELLOW＆BLACK〜』（2023年12月13日 - 12月17日、東京カルチャーカルチャー）
- 舞台『スパイ教室』（2024年1月20日 - 1月28日、銀座博品館劇場） - ジビア 役
- 朗読劇 『星今宵 』（2024年3月15日、APOCシアター）- 天沼妃織/織姫 役
- ブシプロ第4回公演『BURAI3』（2024年4月17日 - 22日、あうるすぽっと）- 姫川明日香 役
- 舞台『鋼の錬金術師』-それぞれの戦場-（2024年6月8日 - 6月16日、日本青年館ホール / 6月29日 - 6月30日、SkyシアターMBS） - ランファン 役[11]
- 舞台『ブロードキャスト』（2024年8月10日 - 25日、恵比寿・エコー劇場）[12] - ミドリ先輩 役 ほか
- 『ATTACK on TITAN: The Musical』（2024年10月11日 - 10月13日、New York City Center ）- サシャ・ブラウス 役[注 4]
- 「安達健太郎と役者が漫才とトークするLIVE」（2024年10月19日、池袋西口GEKIBA）
- 『「進撃の巨人」-the Musical- 日本凱旋公演』（2024年12月13日 - 12月22日、TOKYO DOME CITY HALL / 2025年1月11日 - 1月13日、オリックス劇場） - サシャ・ブラウス 役[13]
- NOVA. companyプロデュース朗読劇【明日を生きる為の朗読四部作】『雨降る正午、風吹けば』（2025年2月11日 - 2月16日、Route Theater）- 山本幸恵 役
- 五反田タイガー 16th Stage 『 BORDER ～罪の道～ 』（2025年3月5日 - 3月9日、六行会ホール） - 猪塚カエデ 役
- マーダーミステリーシアター『殺意の代償』 (2025年3月12日、品川プリンスホテル クラブex） - 宮下かなこ 役
- 『イリス・ノワール -魔鏡のクリス-』（2025年4月2日 - 4月6日、六行会ホール）[14][15] - ニト (ニトール・ネフェルティ) 役 ／ ネイトケルティ 役
- 『TOKYO COL-CUL COMEDY 〜ORANGE〜』（2025年5月8日 - 5月11日、東京カルチャーカルチャー）
- 本読みLIVE『すりあくっ!!!』vol.2（2025年6月21日、浜離宮朝日ホール(小ホール)）
- 劇団壱劇屋東京支部『WIREINSATS』（2025年7月10日 - 7月13日、こくみん共済coopホール／スペース・ゼロ） - ノウズメ 役
- アメツチ×@emotion presents Remix stage『ももがたり』(2025年7月31日 - 8月4日、シアターサンモール) - 雉女 役
- 舞台「アサルトリリィ」-眞說・御台場迎撃戦- (2025年9月20日 - 9月25日、シアター1010) - 白雪 役
- 舞台『ヘブンバーンズレッド』 (2025年10月31日※プレビュー公演、11月1日 - 11月9日、東京ドームシティ シアターGロッソ) - 東城つかさ 役[16]

### 配信
- Zoom朗読劇『ゴミスイッチ！～わたしと世界をつないだ一つのバッグの物語～』（2020年5月12日）- セイジ 役(Aチーム) / テラシ 役(Bチーム)
- LINE LIVE公式番組『Girls Actors Channel』（2020年5月22日）初回配信ゲスト
- Zoom朗読劇【ゴミスイッチ！】〈応援ありがとう会inZoom〉(2部制)（2020年5月23日）

購入当選者限定アフタートークイベント
- ガールズ版『Zoom de レジスタンスイレブン～見えない敵を封鎖せよ～』（2020年6月29日 - C,Dバージョン / 7月6日 - E,Fバージョン）- せなぞ～ 役
- お客様参加型『Zoom de レジスタンスイレブン』（2020年8月22日、23日）ゲスト
- 『未来のMiracle Channel』未来Youtube LIVE Vol.2（生配信）（2020年9月6日）ゲスト

元ザ・フーパーズ 未来の配信番組にゲスト出演
- リーディング公演『さよならの幕開け』（2020年9月9日）- 新井梨華 役
- ニコニコ動画『VAMPARA』（2020年9月10日）

宮沢賢治「よだかの星」を朗読
- YouTubeチャンネル『未来のMiracle Channel』ゲスト
  - 女子2人旅 in浅草 #1♡ 絶品映えスポット＆浴衣デート編（2020年9月22日）
  - 女子2人旅 in浅草 #2♡ もんじゃデートで大ハプニング! ドッキリ編（2020年9月29日）
  - 女子2人旅 #3♡ お泊まり すっぴんで部屋飲み アイドル時代ぶっちゃけトーク編（2020年10月7日）
  - 未来の遠征モーニングルーティン♡女子2人旅 寝起き編（2020年10月14日）
- 『なでしこ童話～白雪姫～』プロモーションYouTube Live（2020年10月18日） - 王子/狩人 役
- 『22時のヴェートーク♪』（2020年11月26日）ゲスト

ヴェートーベン主催定期トークライブ公演のzoom配信版
- 『なでしこ童話～白雪姫～』フォトブック・主題歌&朗読CD発売記念イベント（2020年11月29日） - 王子/狩人 役
- ごますて2をラブマックス！魅力徹底発掘特番『#ごまほり！』後編（2021年1月17日）ゲスト

シューティング歌劇「ゴシックは魔法乙女 Ⅱ」PR番組
ジギタリス役として劇中歌『Death or Donuts』をライブ披露
- 『ヴェートーベンpresents【星波グレイテスト・ショー】』（2021年7月3日）ゲスト
- ニコニコ生放送&イザナギ公式YouTubeチャンネル『【冤罪執行遊戯ユルキル】発売記念!伊織もえも一緒にもえきゅん 開発陣も本気のスコアアタックチャレンジ!?』（2022年5月26日）司会&びん子 役
- 『てるのニコ生(仮) #52』（2023年5月12日）ゲスト

　　舞台「女王幻想花劇」でW主演として共演した生田輝さんの番組にゲスト出演
- 「SHAKE UP WALLOP 木曜日」（2023年7月27日）ゲスト

　   WALLOP 3F STUDIO から生放送されている配信番組にゲスト出演
- 「SHAKE UP WALLOP 木曜日」（2024年3月14日）ゲスト

### 声優
- スマートフォン用アプリゲーム『サウザンドメモリーズ』（2015年9月14日）- 誓剣の彷者クライブ 役
- TOKYO MX TVアニメ『TO BE HERO』（2016年10月期）- 正太少年(ショタ) 役
- スマートフォン用アプリゲーム『サウザンドメモリーズ』（2017年10月31日）- 降魔の天銃士エレティナ 役
- PlayStation Vita『蝶々事件ラブソディック』（2017年11月30日）- 男子や女子など　4役
- スマートフォン用アプリゲーム『逆転オセロニア』（2018年1月1日）- 六条御息所 役

### CM
- バンダイ「スクモバ」「Curl C Girl」（2011年7月～2012年7月）（三橋奈波名義）
- バンダイナムコエンターテインメント スマートフォン用アプリゲーム「仮面ライダー シティウォーズ」のTVCM第2弾、第3弾（2018年3月～）- イケメン女子高生 役
- アトラエ エンゲージメント解析ツール「Wevox」（2021年9月）- 人事担当OL 役

### モデル
- st.（2020年8月）
- Hiroko Tokumine 2020 Collection Show（2020年12月5日、ホテルスプリングス幕張）
- gekichap "fantastic" おとぎ写真展（2021年2月26日 - 3月2日、Gallery NIW）
- Peace and After × TVアニメ「地獄楽」コラボ広告（2024年2月）
- st.（2024年3月）

### 雑誌
- 週刊文春7月15日号『令和に咲くヒロインたち〜2.5次元美女図鑑』（2021年7月8日発売）

### インタビュー
- 「カンフェティ」（2017年5月17日）

- 「タウンワークマガジン」（2018年1月24日）
- 「モデルプレス」（2018年4月5日）

- 「ローチケ演劇宣言！」（2020年11月7日）

- WEBメディア「MASH UP! KABUKICHO」（2021年11月25日）
- 「ローチケ演劇宣言！」（2022年3月17日）
- 「2.5ジゲン!!」（2022年4月21日）

### コラボレーション
- 星波 × LIVERTINE AGE コラボレーション（2022年1月24日 - 2月24日）

　完全受注生産によるコラボプルオーバーパーカーとコラボネックレスの販売

### ミュージックビデオ
- 福田未来『リフレイン・ラブ』（2022年9月10日公開）
- 瑠菜（星波）『「響の調べ」〜『ナンバーワン戦隊ゴジュウジャー』第11話・第12話より〜』（2025年5月11日公開）

## 作品
- シークレットガールズ・THE HOOPERS・ael-アエル-としての作品は各ページを参照

### 出版
- フォトブック「なでしこ童話 vo.1『白雪姫』」 - 王子 / 狩人 役　（2020年11月、オフィスインベーダー）

脚本/演出家 なるせゆうせいによる童話を元に新たなストーリーを書き加えた「新・童話」、絵本のようなフォトブック

### CD
- おはなし朗読ボイス＆主題歌CD「なでしこ童話〜白雪姫〜」（2020年11月、オフィスインベーダー）- 王子/狩人 役

朗読と全員歌唱の主題歌「一番への毒林檎」を収録。
- 宮崎理奈プロデュース公演2020『MIX！こんなベタなことが私におこるなんて』（2020年11月、SANETTY Produce）- ミツキ 役 / Lovely harassment [注 5] 名義
  - こんなベタなことが私におこるなんて
  - 君色ハラスメント
  - ロングディスタンス
  - コメディみたいにいかない

劇中のアイドルグループ （Lovely harassment）の一員として4曲を歌唱。

### 配信楽曲
- 「ナナイロ」（2021年9月5日）

柏原収史提供によるソロとして初のオリジナル楽曲。スマホ用音楽カード『SONOCA』にてA・Bの2パターン販売。
自身の生誕祭イベントにて初披露。
- 「響の調べ」（2025年5月11日）[17]

「瑠菜（星波）」名義。百獣戦隊ガオレンジャー挿入歌のカバー。
ナンバーワン戦隊ゴジュウジャー 第12話挿入歌。